# بانكسيا بيضاوية
بانكسيا بيضاوية (الاسم العلمي:Banksia obovata) هي نوع غير مؤكد من النباتات تتبع جنس البانكسيا من الفصيلة البروطية.